# Imboccatura (musica)
Si intende con imboccatura in musica quell'elemento dello strumento musicale a fiato nel quale si soffia, generando un suono che viene poi modulato dal corpo dello strumento.
Solitamente si usa il termine imboccatura nell'ambito dei legni; nello stesso campo si usa anche, se pur di meno, il termine "becco"; mentre nel campo degli ottoni è specifico il termine bocchino.
Il termine imboccatura indica anche il modo in cui vengono adattate le labbra e la bocca all'imboccatura o al bocchino , a seconda delle tecniche e delle abilità personale, e a volte anche a seconda della scuola di insegnamento dello strumento.

## Ottoni

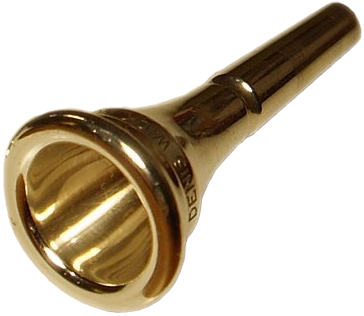
Bocchino per corno francese

Tutti gli strumenti della famiglia degli ottoni hanno la caratteristica in comune di generare il suono mediante un bocchino metallico a tazza. Esso ha forme e volumi diversissimi a seconda dello strumento a cui serve, e della sensibilità personale. Il musicista spesso prova e riprova finché non trova il bocchino più adatto alla sua conformazione boccale, al suo personale gusto ed al suono che desidera ottenere.

## Oboe e corno inglese
Nei legni ad ancia doppia, come l'oboe o il corno inglese, il suono è generato direttamente tramite le ance, senza un supporto.

## Flauti

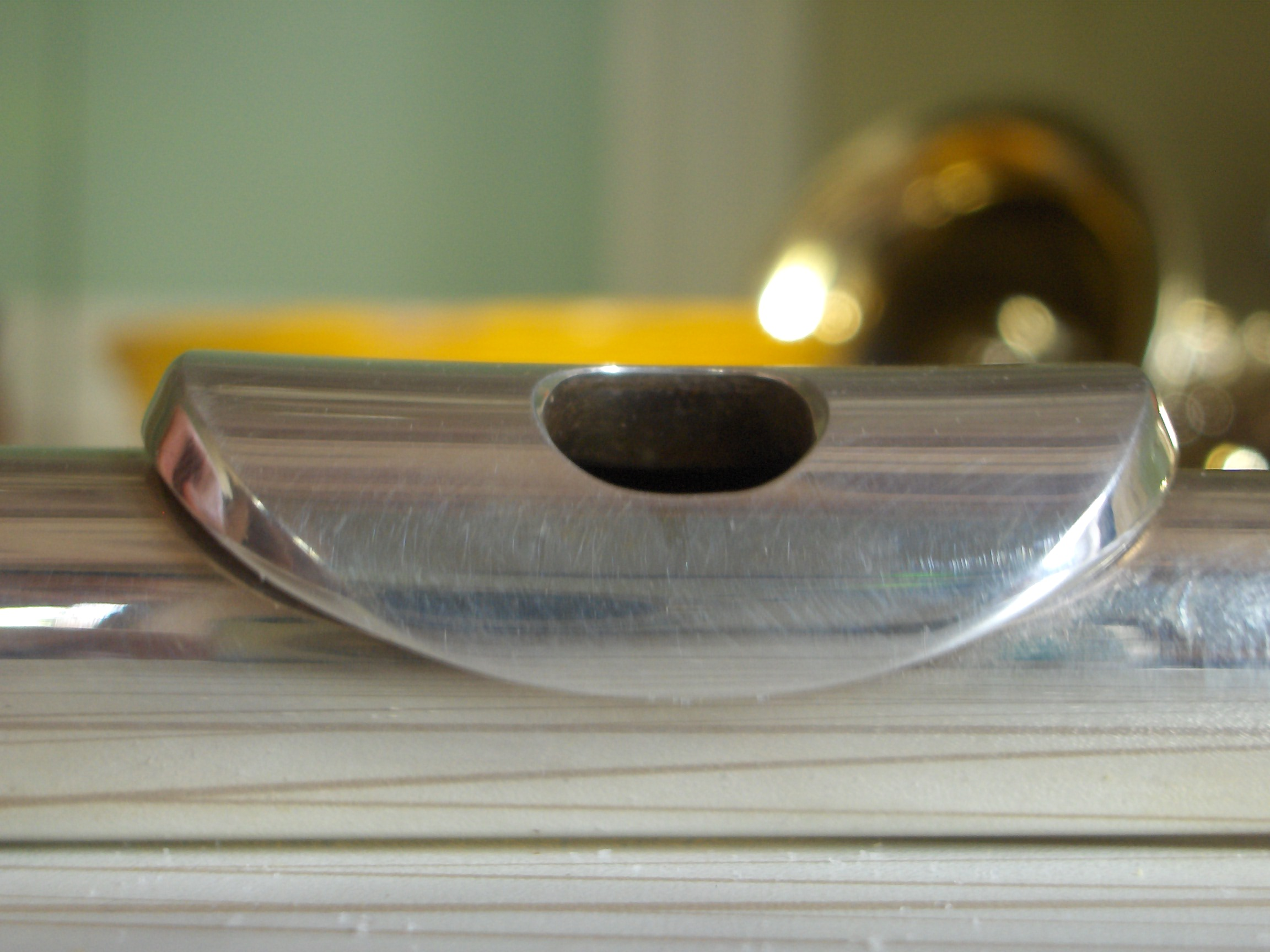
Boccola di un flauto traverso

Nel flauto dolce il suono è prodotto soffiando nel becco della testata senza accorgimenti particolari, eccettuata la cura nella pressione del soffio. L'aria passa obbligata nel condotto e si infrange contro il labium, generando il suono. Lo stesso avviene in strumenti dalla simile imboccatura, come il flagioletto o l'ocarina.
Nel flauto traverso l'imboccatura è costituita da un semplice foro nella testata; il flautista deve soffiare curando che la parete opposta del foro infranga il flusso di aria come se fosse un labium. Lo stesso deve avvenire in strumenti con un'imboccatura simile, come il Flauto di Pan o siringa.

## Sassofoni e clarinetti

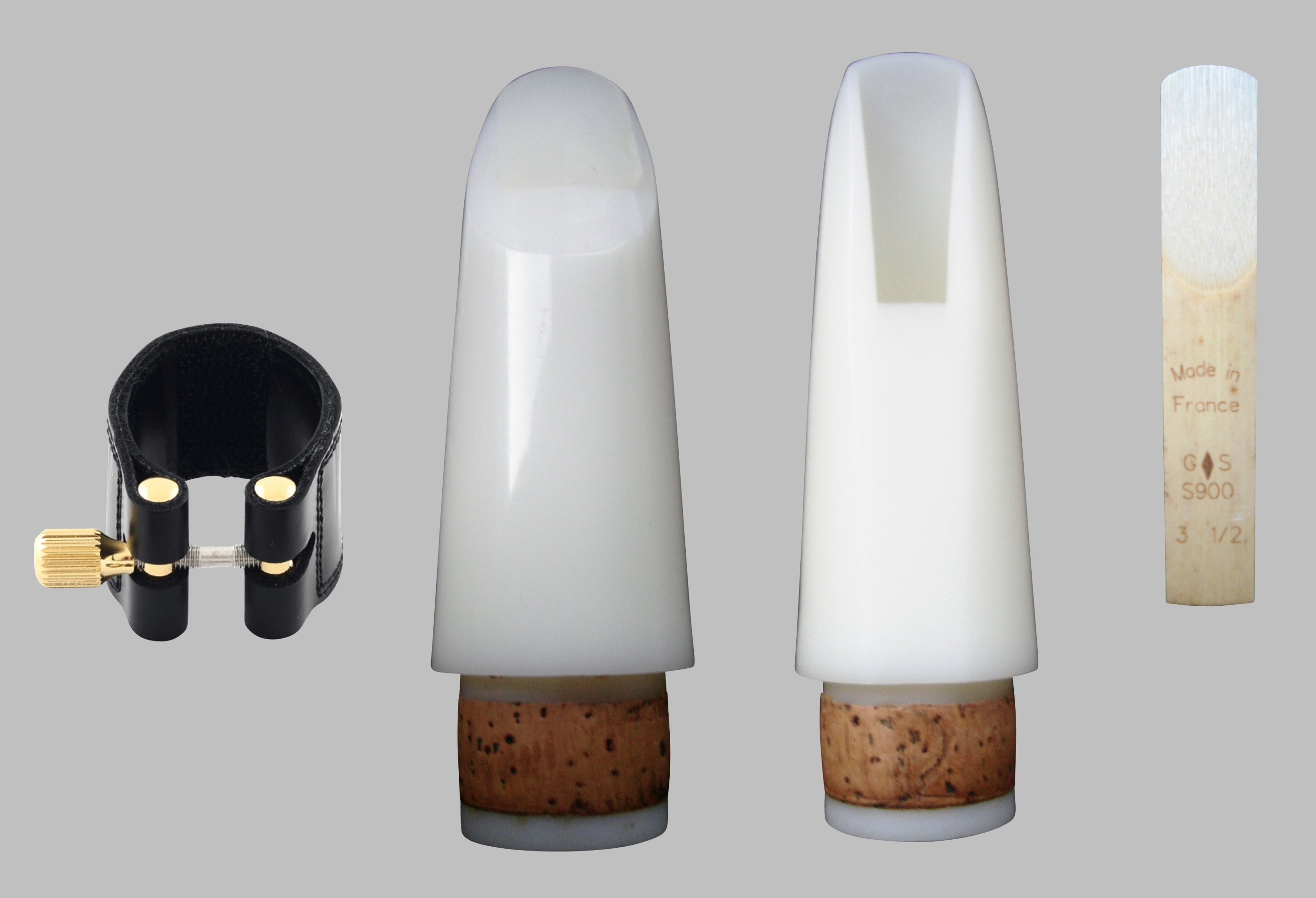
Imboccature per clarinetto

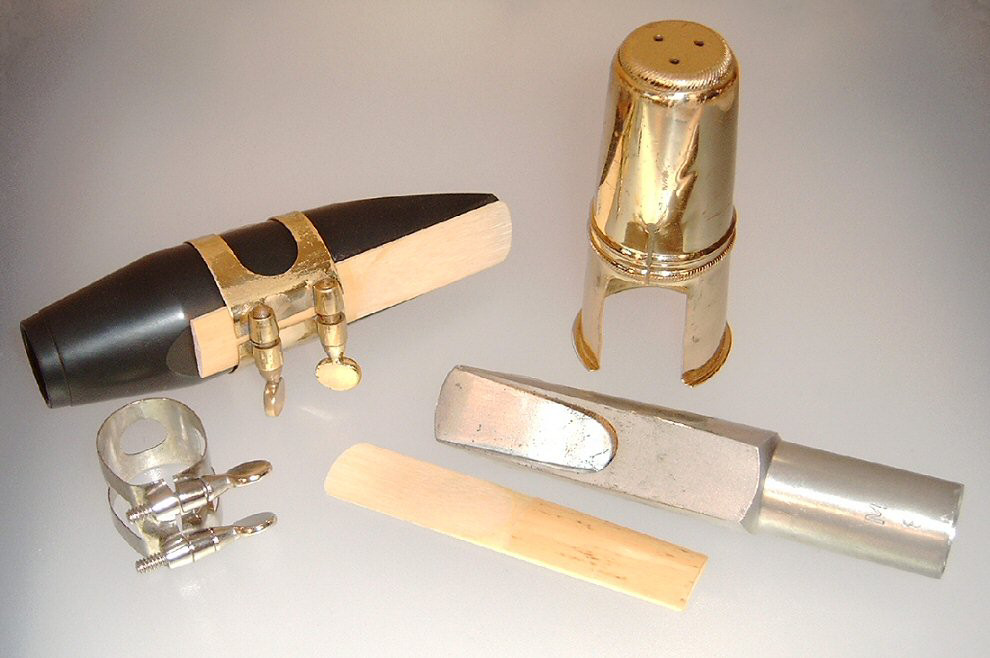
Becchi e cappucci per sassofono tenore

Il clarinetto e il sassofono sono strumenti ad ancia semplice. La loro imboccatura è costituita da un becco in materiale indeperibile (ebanite, metallo, o plastica) al quale va unita, fissata da una legatura (in metallo, cuoio e vite metallica, eccetera) una ancia. Lo strumentista soffia nel becco appoggiando i denti nella parte superiore e stringendo opportunamente con il labbro nella parte inferiore.
Le imboccature ad ancia semplice sono prodotte in una quantità di formati e di materiali. I becchi in ebanite più chiusi sono particolarmente adatti nella musica classica, mentre quelli in metallo e più aperti, dal suono più "grasso" si prestano ad un suono meno normalizzato e più vario, riuscendo adatti a generi come il jazz.
Per non rovinare la dentatura è diffuso l'uso di applicare un cuscinetto adesivo morbido sopra questi becchi.